# Mrs. Mundo
Mrs. Mundo es el primer certamen de belleza para mujeres casadas, empezó a funcionar en 1984. El concepto del certamen en sí tiene sus raíces en Mrs. America. De 1984 a 1987, el certamen fue conocido como Mrs. Mujer del Mundo y se cambió a Mrs. Mundo en 1988 . Es el concurso más grande para mujeres casadas. 
La Sra. Mundo actual es Julia Schnelle, fue coronada en enero de 2024 en Las Vegas, Nevada, Estados Unidos.

## Ganadoras
| Año  | País/Territorio | Mrs. Mundo              | Lugar de competencia              | Candidatas |
| ---- | --------------- | ----------------------- | --------------------------------- | ---------- |
| 2023 | Alemania        | Julia Schnelle          | Las Vegas, Nevada, Estados Unidos | 38         |
| 2022 | India           | Sargam Koushal          | Las Vegas, Nevada, Estados Unidos | 64         |
| 2021 | Estados Unidos  | Shaylyn Ford            | Las Vegas, Nevada, Estados Unidos | 58         |
| 2020 | Irlanda         | Kate Schneider (Asumio) | Las Vegas, Nevada, Estados Unidos | 51         |
| 2020 | Sri Lanka       | Caroline Jurie          | Las Vegas, Nevada, Estados Unidos | 51         |
| 2019 | Vietnam         | Jennifer Lê             | Las Vegas, Nevada, Estados Unidos | 35         |
| 2018 | Hong Kong       | Alice Lee Giannetta     | Johannesburg, Sudáfrica           | 35         |
| 2016 | Perú            | Giuliana Zevallos       | Incheon, Corea del Sur            | 36         |
| 2014 | Sudáfrica       | Candice Abrahams        | Dongguan, China                   | 46         |
| 2013 | Bielorrusia     | Marina Alekseichik      | Maryland, Estados Unidos          | 35         |
| 2012 | Estados Unidos  | Kaley Sparling          | Guangzhou, China                  | 39         |
| 2010 | Estados Unidos  | April Lufriu            | Orlando, Florida, Estados Unidos  | 56         |
| 2009 | Rusia           | Victoria Radochinskaya  | Vũng Tàu, Vietnam                 | 78         |
| 2008 | Ucrania         | Natalia Shmarenkova     | Kaliningrad, Rusia                | 42         |
| 2007 | Estados Unidos  | Diane Tucker            | Sochi, Rusia                      | 30         |
| 2006 | Rusia           | Sofia Arzhakovskaya     | San Petersburgo, Rusia            | 34         |
| 2005 | Israel          | Sima Bakahr             | Aamby Valley City, India          | 41         |
| 2003 | Tailandia       | Suzanna Vichinrut       | Las Vegas, Nevada, Estados Unidos | 38         |
| 2002 | Estados Unidos  | Nicole Brink            | Las Vegas, Nevada, Estados Unidos | 38         |
| 2001 | India           | Aditi Govitrikar        | Las Vegas, Nevada, Estados Unidos | 35         |
| 2000 | Estados Unidos  | Starla Stanley          | Honolulu, Hawái, Estados Unidos   | 35         |
| 1995 | Costa Rica      | Marisol Soto de Volio   | San José, Costa Rica              | 32         |
| 1989 | Perú            | Lucila Boggiano         | Las Vegas, Nevada, Estados Unidos | 39         |
| 1988 | Estados Unidos  | Pamela Nail             | Honolulu, Hawái, Estados Unidos   | 33         |
| 1987 | Nueva Zelanda   | Barbara Riley           | San José, Costa Rica              | 40         |
| 1986 | Colombia        | Astrid de Navia         | Honolulu, Hawái, Estados Unidos   | 32         |
| 1984 | Sri Lanka       | Rosy Senanayake         | Brisbane,Queensland, Australia    | 32         |

### Países ganadores
| País           | Títulos | Año(s)                                   |
| -------------- | ------- | ---------------------------------------- |
| Estados Unidos | 7       | 1988, 2000, 2002, 2007, 2011, 2013, 2021 |
| India          | 2       | 2001, 2022                               |
| Sri Lanka      | 2       | 1984, 2020                               |
| Perú           | 2       | 1989, 2016                               |
| Rusia          | 2       | 2006, 2009                               |
| Alemania       | 1       | 2023                                     |
| Irlanda        | 1       | 2020                                     |
| Vietnam        | 1       | 2019                                     |
| Hong Kong      | 1       | 2018                                     |
| Sudáfrica      | 1       | 2016                                     |
| Bielorrusia    | 1       | 2014                                     |
| Ucrania        | 1       | 2008                                     |
| Israel         | 1       | 2005                                     |
| Tailandia      | 1       | 2003                                     |
| Costa Rica     | 1       | 1995                                     |
| Nueva Zelanda  | 1       | 1987                                     |
| Colombia       | 1       | 1986                                     |

## Controversias

### Asalto al desfile de Sri Lanka
En abril de 2021, Caroline Jurie, la ganadora de Mrs. Mundo 2020 y ex Mrs. Sri Lanka Mundo, fue objeto de controversia internacional después de que le quitó la corona a la ganadora de Mrs. Sri Lanka Mundo 2021, Pushpika De Silva, y anunció que la ganadora debe estar casado pero no divorciada.
Poco después, la organización Mrs. Mundo dio la noticia en abril que Kate Schneider de Irlanda, primera finalista cuando fue nombrada Mrs. World 2020 tras la renuncia de Caroline Jurie. 

### Se niega visa a refugiado sirio
Mrs.Ucrania Mundo 2021, Leen Clive, debía de haber viajado a Las Vegas para el concurso Mrs. World 2021. Sin embargo, se le negó la entrada a los Estados Unidos, se cree que se le negó el pase al país norteamericano por su nacionalidad siria, aunque había estado viviendo en el Reino Unido desde 2013.  En cambio, su participación se aplazo a la próxima edición previsto para finales de 2022.